# Gāch
Gāch (persiska: گاچ) är en ort i Iran.   Den ligger i provinsen Khorasan, i den nordöstra delen av landet, 600 km öster om huvudstaden Teheran. Gāch ligger 1 627 meter över havet och antalet invånare är 294.
Terrängen runt Gāch är bergig.Runt Gāch är det ganska glesbefolkat, med 29 invånare per kvadratkilometer. Närmaste större samhälle är Sheshtomad, 7,2 km nordost om Gāch. Trakten runt Gāch består i huvudsak av gräsmarker.